# Саманиди
Саманиди (на персийски: سامانیان) са ислямска иранска династия от периода (819 – 999 г.), известна с културни и просветителски начинания . При тях процъфтяват занаятите и търговията в Трансоксиана и Хорасан, а Бухара и Самарканд стават културни и ислямски центрове.
Империята на Саманидите обхваща територията на днешен Афганистан, големи части от Иран, Таджикистан, Туркменистан, Узбекистан и Киргизстан и по-малки части от Казахстан и Пакистан. Основана е от четирима братя: Нух, Ахмад, Яхя и Иляс. Всеки от тях управлява своя територия по времето на Абасидския халифат, в който са сюзерени. През 892 г. Исмаил Самани обединява саманидската държава, слагайки край на феодалната система. Пак при неговото управление Саманидите спечелват независимост от Абасидския халифат.
Саманидите поощряват изкуствата, напредъка на науката и литературата и успяват да привлекат учени като Рудаки, Фирдоуси и Авицена. Бухара се превръща в конкурент на Багдад по величие. Според историците, Саманидите възраждат персийските език и култура повече от Сафаридите и Буидите, докато продължават да поощряват използването на арабски език в науката и религията.